# Jonathan Bullock
Pour les articles homonymes, voir Bullock.
Jonathan Bullock, né le 3 mars 1963 à Nottingham, est un homme politique britannique. 
Membre successivement du Parti conservateur, de l'UKIP et de DiEM25, il rejoint le Parti du Brexit en février 2019. Il est député européen de 2017 à 2020.

## Biographie

### Éducation
Il fréquente l'école secondaire Nottingham High School avant d'étudier à Portsmouth, où il obtient un baccalauréat spécialisé en politique. Il est membre de la Société royale des arts (FRSA).

### Carrière
Jonathan Bullock commence sa carrière en travaillant à la Chambre des communes pour les anciens députés Andrew Stewart et Sir Richard Ottaway. Il travaille ensuite dans des agences de publicité, devenant directeur de comptes et responsable de plusieurs comptes. Puis il travaille pour la Advertising Association (1994-1997) et pour la British Road Federation (1997-2001), chaque fois en tant que responsable des relations publiques. En 2002, il est nommé directeur des politiques au Chartered Institute of Logistics and Transport (Royaume-Uni) où il a travaillé pendant cinq ans. Il est nommé au conseil d'arrondissement de Kettering en 2007 et, au cours des années subséquentes, il a développé un portefeuille de propriétés familiales.

### Engagement politique
Bullock brigue les sièges parlementaires de Manchester Gorton (1992) et Gedling (2001) et se porte candidat aux élections européennes de 2004 dans les East Midlands pour le Parti conservateur. Il est élu au conseil d'arrondissement de Kettering en 2007, représentant la circonscription de la reine Eleanor & Buccleuch, et nommé au Cabinet du conseil la même année. Il est réélu au conseil d'arrondissement de Kettering en 2011, représentant la même circonscription.
En 2012, il rejoint le parti UKIP en invoquant la désillusion avec David Cameron et le Parti conservateur sur l'Union européenne ainsi que la dérive vers la gauche du Parti conservateur. Il s'est présenté pour l'élection du siège du conseil du comté de Northamptonshire d'Ise sous l'étiquette UKIP en 2013 et 2017. Il s'est également présenté lors des élections européennes de 2014, où il était troisième sur la liste de l'UKIP. Après le départ à la retraite de Roger Helmer fin juillet 2017, Bullock devient député européen.
En décembre 2018, il quitte le parti UKIP, critiquant la dérive de celui-ci vers l'extrême droite, et rejoint DiEM25 avant finalement d'intégrer les rangs du Parti du Brexit en février 2019. Il est élu député européen sur les listes de ce parti le 23 mai suivant. Il cesse de siéger à partir du 31 janvier 2020, date à laquelle son pays quitte l'Union européenne.